# Nicki Sørensen

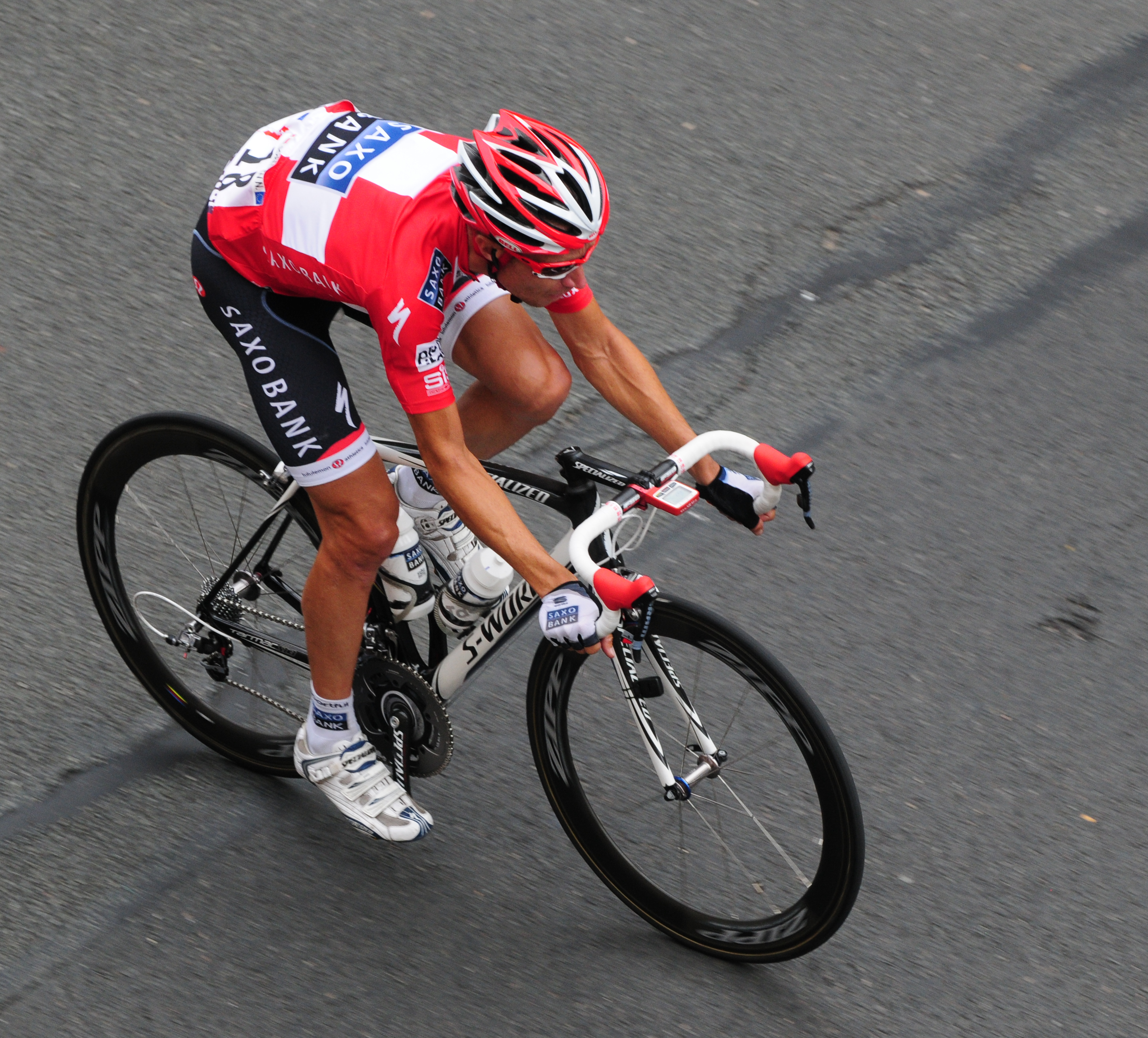
Nicki Sørensen 2010.

Nicki Sørensen, född 14 maj 1975 i Herning, är en dansk professionell tävlingscyklist. Han tävlar sedan 2001 för det danska stallet Team CSC, som tillhör UCI ProTour. Han tog en etappseger på Tour de France 2009.

## Karriär
Nicki Sørensen började cykla seriöst när han var 19 år, tidigare hade han sprungit mycket. Han blev professionell 1999 med Team Chicky World. Under sin första säsong som professionell vann han Lemvig Løbet och etapp 4 på Rheinland-Pfalz Rundfahrt. När Team Chicky World lade ned efter säsongen 1999 blev han kontrakterad av det danska stallet Team Fakta under en säsong. Under säsongen 2000 vann han Lemvig–Holstebro–Lemvig, Circuit des Mines plus en etapp under etapploppet. Sørensen vann också Rund um Hanleite-Erfurt. Han slutade också trea i GP Jef Scherens efter belgarna Dave Bruylandts och Andy De Smet. Resultaten ledde till att han blev uttagen i den danska truppen till Olympiska sommarspelen 2000 i Sydney. I linjeloppet slutade han på 40:e plats.
Inför säsongen 2001 blev Sørensen kontaktad av flera olika stall, bland annat det engelska stallet Linda McCartney Racing Team, men i stället valde han att stanna i Danmark med Team CSC-Tiscali. Han var med i stallets uppställning för Tour de France 2001, där han slutade på fjärde plats på etapp 16. 
Under Tour de France 2002 slutade han på 20:e plats i slutställning. Året därpå ledde dansken sin lagkapten Tyler Hamilton till vinst på etapp 16. 
Nicki Sørensen blev dansk nationsmästare på landsväg i juni 2003. Samma år vann han också Klasika Primavera.
Sørensen tävlade för Danmark i de Olympiska sommarspelen 2004 och slutade där på 60:e plats i linjeloppet.
Under säsongen 2005 vann dansken Grand Prix d'Ouverture La Marseillaise framför bland annat stallkamraten Vladimir Gusev. Nicki Sørensen vann också etapp 18 på Vuelta a España framför Comunidad Valencianas spanska cyklist Javier Pascual Rodriguez. 
Nicki Sørensen slutade också fyra på Tour Méditerranéen i februari. Han var med och vann lagtempoloppet under Tour Méditerranéen, tillsammans med Jens Voigt, Bobby Julich, Fränk Schleck, David Zabriskie, Lars Ytting Bak, Vladimir Gusev och Luke Roberts.
I juni 2007 var han med och vann Eindhovens lagtempo med sina stallkamrater i Team CSC. Även Michael Blaudzun, Matthew Goss, Bobby Julich, Marcus Ljungqvist, Luke Roberts, Christian Vandevelde och David Zabriskie var med i laget. 
Nicki Sørensen blev dansk nationsmästare i juni 2008. Senare under säsongen fick han tävla för Danmark, tillsammans med landsmännen Chris Anker Sørensen och Brian Vandborg, i de Olympiska sommarspelens linjelopp samma år. Han slutade på 25:e plats.
Under säsongen 2009 tog han sin största merit dittills när han vann etapp 12 av Tour de France 2009. Han blev också utsedd till den mest offensiva cyklisten under etapp 12. Senare samma månad vann han etapp 2 av Danmark runt framför stallkamraten Matti Breschel. Dansken slutade på fjärde plats på etapp 3 av tävlingen bakom Jakob Fuglsang, Matti Breschel och Maurizio Biondo.

## Meriter
1999
Lemvig Løbet
Etapp 4, Rheinland-Pfalz Rundfahrt
2000
Lemvig–Holstebro–Lemvig
Slutställningen, Circuit des Mines
Etapp 1, Circuit des Mines
Rund um Hanleite-Erfurt
2:a, GP Istria 4
3:a, GP Jef Scherens
2001
4:a, etapp 16, Tour de France
49:a, Tour de France
2002
2:a, etapp 4, Baskien runt
3:a, GP Beghelli
6:a, etapp 18, Tour de France
20:e, Tour de France
2003
 Nationsmästerskapens linjelopp
Klasika Primavera
44:a, Tour de France
2004
88:a, Tour de France
2005
Grand Prix d'Ouverture La Marseillaise
Etapp 4, Tour Méditerranéen (lagtempolopp)
Etapp 18, Vuelta a España
Charlottenlund
7:a, Züri Metzgete
71:a, Tour de France
2006
Etapp 1B, Settimana Internazionale Coppi e Bartali (lagtempolopp)
Etapp 5, Giro d'Italia (lagtempolopp)
2007
Eindhovens lagtempo (lagtempolopp)
Charlottenlund
2:a, etapp 1, Katalonien runt
3:a, etapp 2, Sachsen-Tour International
2008
 Nationsmästerskapens linjelopp
2009
Etapp 12, Tour de France
Etapp 2, Danmark runt
2010
 Nationsmästerskapens linjelopp
2011
 Nationsmästerskapens linjelopp

## Stall
- Team Chicky World 1999
- Team Fakta 2000
- Team CSC 2001–